# 에로티시즘

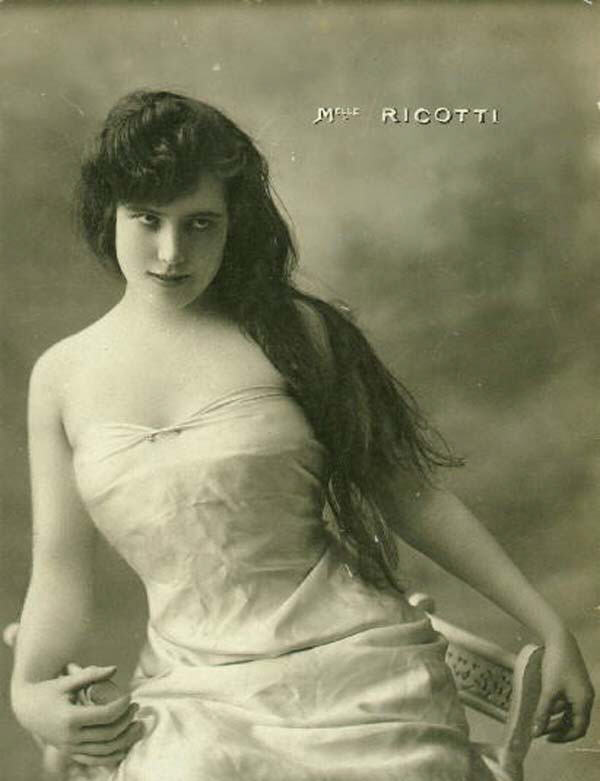
1900년

에로티시즘(eroticism)은 성적인 감정을 일으키는 경향을 말한다.
쉬르레알리슴의 중요한 무기로 에로티시즘이 사용되었다. 이는 쉬르레알리슴이 그들의 원천(源泉)으로서 찾았던 과거의 화가 가운데에 가령 보쉬, 피에로 데 코시모, 위스리, 고야, 귀스타브 모로, 에드바르 뭉크 등 남녀의 성애를 저마다의 관점에서 묘사한 것이 많이 있었기 때문이다. 또한 사도 후작의 갖가지 저작은 인간의 육(肉)과 영(靈)을 극도로 긴박하게 대립시키는 것이라 하여 애호되었기 때문에 결국은 피엘 드 만디아르그, 조르즈 바타이유, 장 쥐네, 앙드레 브르통과 같은 시인이 자라날 수가 있었다.

## 같이 보기
- 미
- 성감대
- 에로스 (개념)
- 에로티카
- 나체
- 핀업 걸
- 포르노그래피
- 로맨스 (사랑)
- 성교